# Двоичный код

Слово «Wikipedia», закодированное двоичным ASCII-кодом.

Двои́чный код — это способ представления данных в виде кода, в котором каждый разряд принимает одно из двух возможных значений, обычно обозначаемых цифрами 0 и 1, «0» это выключенное состояние, а «1» это включенное состояние. Разряд в этом случае называется двоичным разрядом.
В случае обозначения цифрами «0» и «1», возможные состояния двоичного разряда наделяются качественным соотношением «1» > «0» и количественными значениями чисел «0» и «1».
Двоичный код может быть непозиционным и позиционным. Позиционный двоичный код лежит в основе двоичной системы счисления, широко распространенной в современной цифровой технике.

## Описание
Из комбинаторики известно, что, в случае непозиционного кода, количество комбинаций (кодов) n-разрядного кода является числом сочетаний с повторениями, равно биномиальному коэффициенту:
{\displaystyle {n+k-1 \choose k}=(-1)^{k}{-n \choose k}={\frac {\left(n+k-1\right)!}{k!\left(n-1\right)!}}}, [возможных состояний (кодов)], где:

{\displaystyle n} — количество элементов в данном множестве различных элементов (количество возможных состояний, цифр, кодов в разряде),

{\displaystyle k} — количество элементов в наборе (количество разрядов).

В двоичной системе кодирования (n=2) количество возможных состояний (кодов) равно :

{\displaystyle {\frac {\left(n+k-1\right)!}{k!\left(n-1\right)!}}={\frac {\left(2+k-1\right)!}{k!\left(2-1\right)!}}={\frac {\left(k+1\right)!}{k!1!}}=k+1}, [возможных состояний (кодов)], то есть

описывается линейной функцией:

{\displaystyle N_{kp}(k)=k+1}, [возможных состояний (кодов)], где
{\displaystyle k} — количество двоичных разрядов.

Например, в одном 8-битном байте (k=8) количество возможных состояний (кодов) равно:

{\displaystyle N_{kp}(k)=k+1=8+1=9}, [возможных состояний (кодов)].

В случае позиционного кода, число комбинаций (кодов) k-разрядного двоичного кода равно числу размещений с повторениями:
{\displaystyle N_{p}(k)={\bar {A}}(2,k)={\bar {A}}_{2}^{k}=2^{k}}, где

{\displaystyle \ k} — число разрядов двоичного кода.
Используя два двоичных разряда можно закодировать четыре различные комбинации: 00 01 10 11, три двоичных разряда — восемь: 000 001 010 011 100 101 110 111, и так далее.

При увеличении разрядности позиционного двоичного кода на 1, количество различных комбинаций в позиционном двоичном коде удваивается.

Двоичные коды являются комбинациями двух элементов и не являются двоичной системой счисления, но используются в ней как основа. Двоичный код также может использоваться для кодирования чисел в системах счисления с любым другим основанием. Пример: в двоично-десятичном кодировании (BCD) используется двоичный код для кодирования чисел в десятичной системе счисления.

При кодировании алфавитноцифровых символов (знаков) двоичному коду не приписываются весовые коэффициенты, как это делается в системах счисления, в которых двоичный код используется для представления чисел, а используется только порядковый номер кода из множества размещений с повторениями.
В системах счисления k-разрядный двоичный код, (k-1)-разрядный двоичный код, (k-2)-разрядный двоичный код и т. д. могут отображать одно и то же число. Например, 0001, 001, 01, 1 — одно и то же число — «1» в двоичных кодах с разным числом разрядов — k.

## Примеры двоичных чисел
В таблице показаны первые 16 двоичных чисел и их соответствие десятичным и шестнадцатиричным числам.
| Десятичное число | Шестнадцатеричное число | Двоичное число |
| ---------------- | ----------------------- | -------------- |
| 0                | 0                       | 0000           |
| 1                | 1                       | 0001           |
| 2                | 2                       | 0010           |
| 3                | 3                       | 0011           |
| 4                | 4                       | 0100           |
| 5                | 5                       | 0101           |
| 6                | 6                       | 0110           |
| 7                | 7                       | 0111           |
| 8                | 8                       | 1000           |
| 9                | 9                       | 1001           |
| 10               | A                       | 1010           |
| 11               | B                       | 1011           |
| 12               | C                       | 1100           |
| 13               | D                       | 1101           |
| 14               | E                       | 1110           |
| 15               | F                       | 1111           |

## Примеры «доисторического» использования кодов
- Инки имели свою счётную систему кипу, известную с III тысячелетия до н. э, которая физически представляла собой верёвочные сплетения и узелки. В 2006 году американский исследователь Гэри Уртон[англ.] обнаружил, что в узелках заложен некий код, более всего похожий на двоичную систему счисления[1]. Их код допускает 27=128 вариаций.

- Древнекитайская система предсказаний основанная на гексаграммах была описана в Книге Перемен датируемый ок. 700 г. до. н. э.. Их код допускает 26=64 вариации.